# William H. Crawford

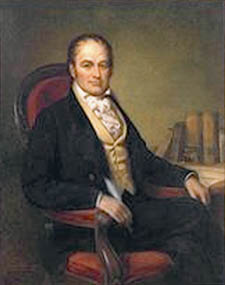
Porträtt av William H. Crawford

William Harris Crawford, född 24 februari 1772, död 15 september 1834, var en betydande amerikansk politiker (demokrat-republikan). Han var krigsminister, långvarig finansminister och presidentkandidat i 1824 års presidentval. Hans kusin George W. Crawford var också USA:s krigsminister.
Han föddes i Amherst County, Virginia men familjen flyttade till Georgia när han var liten. Han arbetade först som lärare och jordbrukare och inledde sedan 1799 sin karriär som advokat i Lexington, Georgia.
Han var ledamot av USA:s senat från Georgia 1807-1813. Mot slutet av tiden i senaten var han president pro tempore, som fungerar som senatens ordförande de gånger som USA:s vicepresident inte är närvarande. Vicepresidenten George Clinton dog 1812 och på den tiden utnämndes ingen ny vicepresident mitt i mandatperioden. Detta innebar att Crawford var senatens ordförande på heltid fram till 1813.
Han blev USA:s minister i första kejsardömets Frankrike; ett uppdrag som han skötte till slutet av 1812 års krig. När han 1815 återvände till USA, utnämnde president James Madison honom till USA:s krigsminister. Han visade inget intresse för att bli demokrat-republikanernas presidentkandidat 1816. Han avancerade däremot till USA:s finansminister, ett ämbete som han skötte för resten av Madisons mandatperiod och under båda av James Monroes mandatperioder.
Tidigt såg det ut som om Crawford hade utmärkta chanser inför 1824 års presidentval, men han drabbades av ett slaganfall året före valet, något som också lamslog hans kampanj. Demokrat-republikanerna splittrades i presidentvalet och en gruppering nominerade Crawford till presidentkandidat. Han blev trea i valet trots att hans hälsa blev bättre och både Thomas Jefferson och Madison stödde honom.
Han tackade nej till John Quincy Adams förfrågan att fortsätta som finansminister och återvände till Georgia där han utnämndes till domare i delstatens högsta domstol. Han dog som domare 1834 i Crawford, Georgia och hans grav finns på Crawford Cemetery.